# عبد الله المالكي
عبد الله المالكي من مواليد عام 1971، هو مهندس سوري-كندي اشتهر بعدما سُجن وعُذّبَ لمدة عامين في سجنٍ تابع للحكومة السورية وذلك بعدما قام مسؤولون مجهولون في الدولة الكندية بتزوير بيانات حول عبد الله مؤكدين أنه كان يُشكّل تهديدًا إرهابيا لسوريا وغيرها من البلدان. حين إطلاق سراحه؛ قرّر المالكي العودة إلى كندا وقد استقرّ هناك حيث يعيش حاليًا رفقة زوجته وأطفاله الخمسة. بحلول آذار/مارس 2017؛ قدّمت الحكومة الكندية اعتذارا رسميا إلى المالكي وعائلته. قبل ذلك بتسع سنوات وبالتحديد يوم 21 أكتوبر 2008 أصدرت لجنة التحقيق في عمل المسؤولين الكنديين تقريرها فيما يتعلق بعبد الله المالكي، أحمد أبو المعاطي ومؤيد نور الدين. حينها تبيّن أن المالكي لم يرتكب أي فعل خاطئ لا من الناحية القانونية ولا من ناحية أخرى كما وجدَ التقرير أن الحكومة الكندية تواطئت في قضايا التعذيب في سوريا. أثار هذا التقرير الجدل الكبير حينها خاصّة أن الحكومة الكندية قد صدّقت كل هذا الكم الكبير من البيانات الخاطئة والمغلوطة. أقرّ البرلمان الكندي عام 2009 ما جاء في التقرير وطالبَ الحكومة الكندية بتقديم اعتذار رسمي للمالكي هذا فضلا عن تعويضه عنْ كل ما لحق به من ضرر هو وباقي سائر أفراد أسرته.

## الحياة
وُلدَ المالكي في سوريا ثم هاجر إلى كندا مع والديه وثلاثة إخوة له في عام 1987 حيث كان يبلغُ حينها السادسة عشر من عمره. تخرّجَ من معهد أوتاوا بعد دراسة سنتين ثمَّ حصلَ في السنة الموالية على الجنسية الكندية. حضر في وقت لاحق جامعة كارلتون وحصل منها على البكالوريوس في الهندسة الكهربائية كما تفوّق على باقي زملاء فوجه.

## العمل في أفغانستان
بحلول عام 1992؛ قرّرَ المالكي مساعدة اللاجئين في أفغانستان من خلال عددٍ من المنظمات غير الحكومية الكندية. قرّر في نهاية المطاف السفر إلى البلاد لمدة ثلاثة أشهر بالرغم من توتر الأوضاع حينها. قضى الفترة التي خطّط لها ثم عاد لنفس الدولة في العام الموالي حيث قضى هذه المرة شهرين كمتطوع لفائدة برنامج الأمم المتحدة الإنمائي. عند عودته إلى كندا؛ تزوجَ المالكي من سيدة كندية وبالتحديد في تشرين الأول/أكتوبر 1993. واصل في نفسِ الوقت دراسته إلى أن كلّلها بالحصول على درجة الدكتوراه في الاقتصاد. عاد الزوجان إلى باكستان للعمل مع المنظمات الخيرية ومساعدة اللاجئين بسبب أحوال البلد وما عانت منه من حروب وغزوات.

## العودة إلى كندا

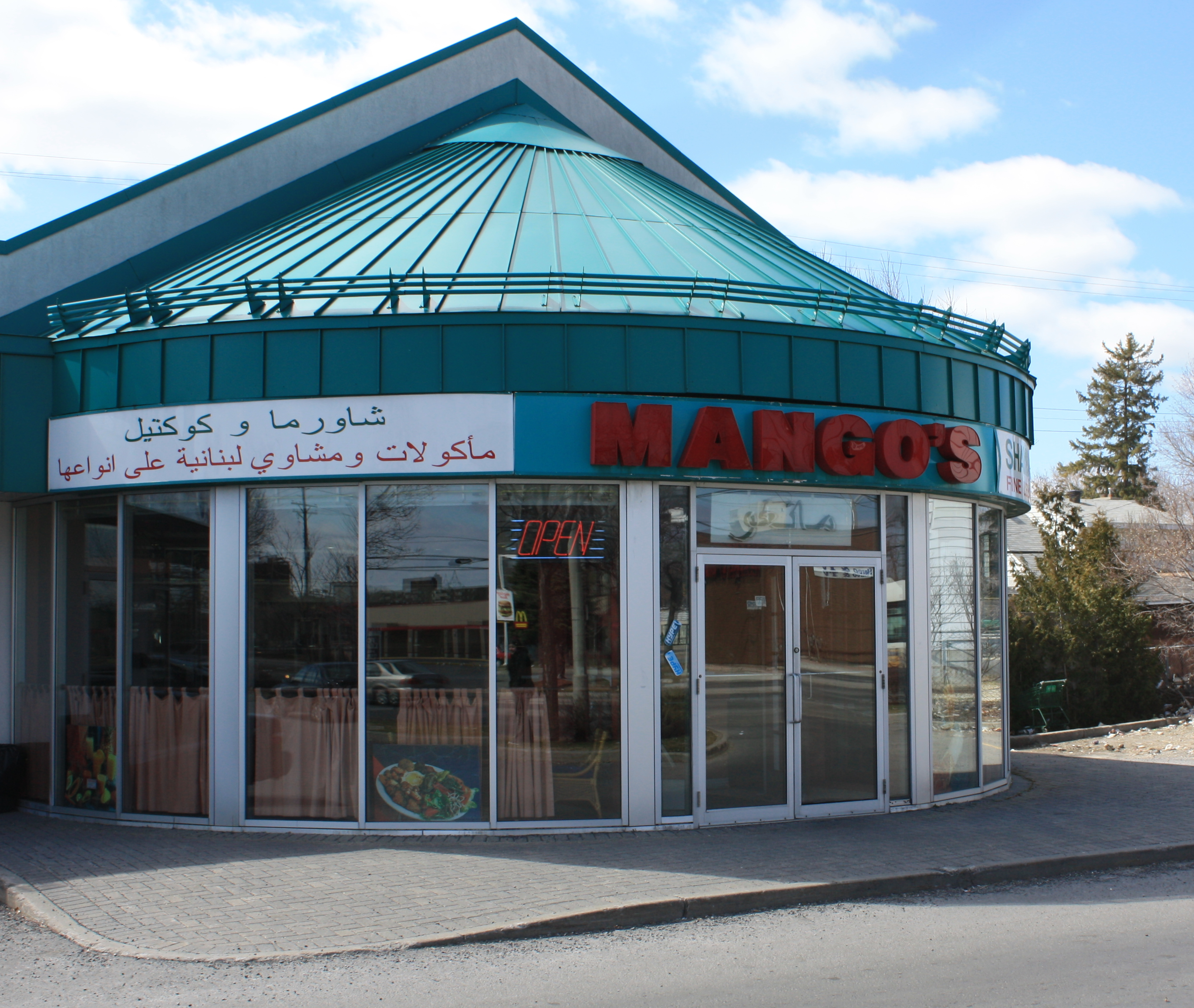
مقهى المانجو في أوتاوا

عندما عاد إلى كندا في عام 1998؛ فتح متجر إلكترونيات باسم الفجر للخدمات بمساعدة من زوجته. خلال تلك الفترة تم استجوابه مرتين من قبل الاستخبارات الأمنية الكندية التي حاولت دفعه إلى البوح بمعلومات حولَ المسلحين الإسلاميين. ضغطت السلطات الكندية عليه كذلك من أجل الاعتراف بكل ما يتعلق بالمواد النووية التي حصلت عليها باكستان هذا فضلا عن باقي المعلومات التي تتعلقُ بحركة طالبان. بالرغم من كل هذه الضغوط؛ رفضَ المالكي كل مطالب سلطات دولة كندا مؤكدًا في الوقت ذاته على أن كل ما جرى مجرّد «سخافة».
بحلول عام 1999؛ وسّع المالكي من نطاق عمله حيث شغّلَ معه أربعة موظفين كما وسع من مكتبه وبدأ استيراد الهواتف المحمولة. في مطلع القرن الحادي والعشرين وعقبَ أحداث 11 سبتمبر 2001؛ وُجهت الشكوك نحو المالكي خاصة أنه كان قد طار إلى هونغ كونغ في عام 1999 بهدف بيع أجهزة راديو في الأسابيع الأخيرة من حصول مشكلة عام 2000. انتقلَ ماهر عرار إلى أوتاوا واجتمعَ مع المالكي في 12 أكتوبر 2001. التقى الثنائي في مقهى المانجو الشعبي وتناولا الشاورما ثم تحدثا في الكثير من المواضيع واشتريا خرطوشة طباعة معًا. في الشهر التالي؛ حلّق المالكي باتجاه ماليزيا لزيارة والدته هناك. في كانون الثاني/يناير 2002؛ كانَ المالكي واحدًا من سبعة شبان مبحوث عنهم من سلطات كندا.

## الاعتقال في سوريا
وصلَ المالكي في 3 مايو 2002 إلى سوريا للمرة الأولى منذ أن كان طفلا وذلك في زيارةٍ لجدته. بمجرد وصوله؛ قام سلك المخابرات السوري باعتقاله للاشتباه في تورطه في «اتصالات إرهابية». تمّ توقيفه بناء على المعلومات التي تم إرسالها إلى النظام السوري من قبل الحكومة الكندية. قضى المالكي بعض الوقت في سجن سرّي وذكر في وقت لاحق أن السجناء تعمدوا عدمَ طرح أي أسئلة ذات الصلة بالمصالح السورية؛ حيث أّكّد على أنّ معظم الأسئلة كانت عن حياته في كندا. في مقابلة له مع هيئة الإذاعة الكندية وذلك بعد وقت قصير من خروجه من سوريا؛ وصفَ عرار هيأة وجسد المالكي في السجن بالضعيف والهزيل الذي تبدو آثار التعذيب واضحة على محيٌاه.
أُطلقَ سراح المالكي بعدما دفع كفالة بسيطة بلغت قيمتها 125 دولار وذلك في آذار/مارس من عام 2004 كما برّأته المحكمة العليا من جميع التهم في تموز/يوليو من نفس العام. عادَ المالكي مباشرة إلى كندا بعد الحكم بالبراءة. أثارت قضية المالكي العديد من المنظمات بما في ذلك العفو الدولية. كل هذا دفعَ بالحكومة الكندية إلى عقدِ اجتماع للتحقيق في دورِ سلطاتها في الزج به في كل هذه المصائب. شملَ التحقيق أيضا دور المسؤولين الكنديين في حالات أخرى مثلَ حالة أحمد أبو المعاطي وحالة مؤيد نور الدين. حقّقت الحكومة الكندية في قضية عرار كما حاولت مراسلة الاستخبارات السورية لفهمِ ما حصل.
وفقا للمؤرخ أندي ورثينجتون مُؤلف كتاب ملفات جوانتانامو؛ فإنّ المالكي قدْ وصف ثلاثة من زملائه الأسرى في سوريا وبالتحديد في سجن فرع فلسطين سيئ السمعة وهم: عمر غراميش، أبو عبد الحليم دلاك ثم الشاب السوري الذي تم القبض عليه خلال نفس الغارة في أبو زبيدة. يوم 18 يونيو/حزيران 2009 صوّتَ مجلس العموم الكندي على مشروعِ قرار حثّ فيه رئيس الوزراء على إصدار اعتذار رسمي للمالكي هذا فضلًا عن تقديم تعويضات مالية له ولعائلته.